# Quasi-délit en droit romain
Pour un article plus général, voir Quasi-délit.
Cet article présente la notion de quasi-délit en droit romain

## Histoire juridique
L'époque romaine se divise en trois période: La période royale, la période républicaine et la période impériale.
Le droit romain, primitif au départ et appelé ancien droit romain, va évoluer et va passer d'un droit formaliste attaché aux rites à un droit consensuel. Ce droit va alors être basé sur le consentement des parties.

## La notion et la nature du quasi-délit
En droit romain, la responsabilité contractuelle est distinguée de la responsabilité quasi-délictuelle du fait d’autrui. Dans son Digeste Ulpien justifie ceci de la manière suivante : « En effet, comme l’action établie contre lui ne provient ni d’un délit, ni d’un contrat, et que cependant il est, jusqu’à un certain point, en faute, pour avoir employé de mauvaises personnes, il est réputé tenu comme par méfait ».
La responsabilité renvoie à des règles légales et jurisprudentielles ayant pour objet de remplacer une attribution matérielle d’un dommage par une attribution d’ordre juridique. Il y a une obligation de réparation du dommage qu’une personne a pu causer par sa faute, par son activité mais aussi par sa qualité ou sa fonction.La distinction entre quasi-délit et délit a été mise en place dans les Institutes par Gaïus puis elle fut complétée par Justinien.
Le quasi-délit dans l’ancien droit romain découle du travail du préteur.
Philosophiquement,  la responsabilité est une condition de la liberté. L’Homme libre choisit et répond de ses actes.

## Les quatre cas des quasi-délits distingués par Justinien
Justinien a évoqué quatre catégories de délit:
1/ Dans le droit justinien, le juge est tenu à des obligations au cours des procès. Il était contraint de ne pas faire le procès « sien », ce cas est reconnu comme étant un  quasi-délit. Un manquement au devoir de sa charge était désigné par l’expression si judex litem suam fecerit. Concrètement cela se traduisait par une omission de tenir des audiences, une sentence injuste rendue consciemment ou non. Cela donne lieu à une amende plus ou moins importante selon qu’il ait eu l’intention de nuire ou non, s’il s'agit d’un dolo malo ou non. Des actions pénales sont aussi  prévues pour contrer l’inaction du juge. Sous l’Empire romain tardif, est également reconnu comme quasi-délit le fait pour le juge de ne pas rendre une déclaration dans un délai raisonnable ainsi que le fait de s’être chargé d’une affaire sans en avoir la compétence nécessaire.
2/ Les choses tombées ou les liquides versés sont connus sous l’appellation de effusis dejectis. Il s’agit de ce qui est  versé d’une maison qui cause à autrui un dommage. L’amende ira à celui qui occupe le domus, c’est-à-dire le propriétaire de la maison qui sera tenu de réparer le préjudice subi. L’amende s’élève à cinquante sous d’or lorsque cela a provoqué le décès de la personne victime. La peine est doublée lorsque la personne est seulement blessée; il en est de même lorsque cela touche l’animal de la victime. Le juge va aussi tenir compte des frais que cela entraîne (médicaux, jours de travail perdus, « et tout ce que cet accident aura mis hors d’état de travailler », formule retrouvée dans le Digeste). Il y a ici une idée de responsabilité pour autrui, bien qu’une action récursoire est possible.
3/ Une chose suspendue ou posée, de positis et suspensis, qui en tombant pourrait causer un dommage, peut faire l’objet d’une action populaire. Cette action permet à toute personne qui veut se porter accusateur de l’intenter, cette personne se verra dédommagé de dix sous d’or. Le propriétaire du domus sera condamné d’une amende de 10 000 sesterces.Le responsable ne sera pas forcément l’habitant de l’immeuble. Par exemple, si cela provient de la chambre d’un fils de famille qui ne vit plus chez son père, c’est contre lui que sera intenté l’action.
4/ Les maîtres de navire, aubergistes, hôteliers et maîtres d’écurie sont responsables des délits commis par leur personnel. Il y a ici, une action prétorienne qui est double puisqu’il existe une responsabilité délictuelle du personnel mais il y a également une responsabilité quasi-délictuelle des maîtres car ils ne sont pas considérés comme les coupables mais on considère qu’ils sont  responsables d’avoir employé sous leurs ordres, “receptum”, un homme malhonnête”. C’est le cas par exemple lors de vol ou de délit. La condamnation est le paiement du double du préjudice subi. Cela annonce l’article 1384 du Code civil.